# 得力集团

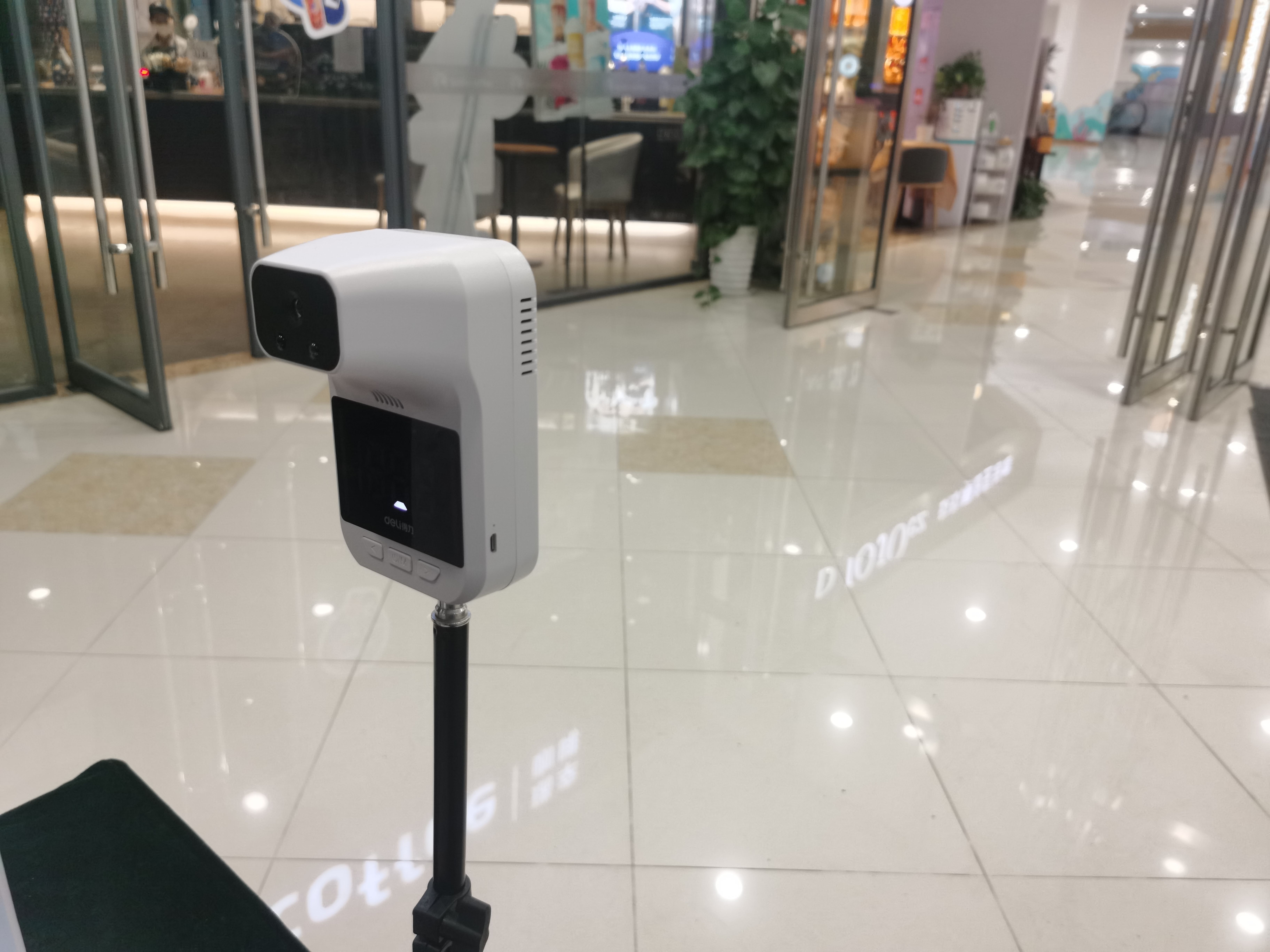
得力集团生产的红外线温度计

得力集团 (英語：Deli Group Co., Ltd.)是一家中国办公用品供应商。总部位于浙江省宁波市。

## 历史
成立于1988年，前身为宁海县文教用品厂，产品名为——环球。1992年改名为浙江新时代文具有限公司。1995年设立得力品牌。主要生产考勤机，门禁机，摄像机，打印机，访客机和其它办公品类。学生用品目前有成为国内最强趋势，另顺带着做了胶粘用品。公司面向全国45,000家门店发货。得力文具同时也是电商领域，如天猫商城和京东的领头产品。

## 代言
- 2012年至2014年，由凤凰卫视主持人陈鲁豫担任形象大使。
- 2015年至今，由中国中央电视台主持人杨澜担任形象大使。
- 2021年，由王源担任品牌代言人。[2]